# Bolívar (Costa Rica)
Bolívar es un distrito del cantón de Grecia, en la provincia de Alajuela, de Costa Rica.

## Geografía
Bolívar cuenta con un área de 30,78 km² y una altitud media de 1060 m s. n. m.

## Demografía
Para el año 2022, Bolívar cuenta con una población estimada de 9716 habitantes, y para el último censo efectuado, en 2011, Bolívar contaba con una población de 7265 habitantes.

## Localidades
- Cabecera: Ángeles
- Poblados: Cajón, San Juan, San Luis, Virgencita.

## Transporte

### Carreteras
Al distrito lo atraviesan las siguientes rutas nacionales de carretera:
- Ruta nacional 118